# Museu do Design de Helsinque
O Museu do Design de Helsinque (em finlandês: Designmuseo, em sueco: Designmuseet) é um museu em Helsinque, na Finlândia, dedicado à exposição de design finlandês e estrangeira, incluindo design industrial, moda e design gráfico. O edifício está situado em Kaartinkaupunki, na rua Korkeavuorenkatu, e é propriedade da República da Finlândia através das Propriedades do Senado. O museu é um dos mais antigos do mundo, fundado em 1873, mas funciona nas suas instalações atuais, uma antiga escola no estilo neogótico projetada pelo arquiteto Gustaf Nyström, desde 1978. Em 2002, o museu mudou seu nome de Taideteollisuusmuseo para Designmuseo ("Museu do Design") porque o nome original era demasiado longo e complicado. O museu também tem um café e loja. Situado no mesmo quarteirão da cidade está o Museu da Arquitetura Finlandesa.
O museu inclui uma exposição permanente dedicada à história do design finlandês desde 1870 até hoje, bem como espaço para exposições em mutação. A coleção permanente do museu é composta por mais de 75.000 objetos, 40.000 imagens e 100.000 desenhos. O Museu do Design organiza também exposições internacionais de turismo e publica livros e catálogos de exposições. A partir da página inicial do museu existe um acesso gratuito a várias exposições na Web sobre design finlandês, por exemplo, sobre a produção da Fábrica Árabe, Marimekko e designers Kaj Franck e Oiva Toikka. A última exposição na Web é sobre o projeto dos anos 1950 e 1960 uma era dourada icônica do projeto finlandês.